# Saitama
Saitama (jap. さいたま市 Saitama-shi) – stolica i największe miasto japońskiej prefektury Saitama. Ma powierzchnię 217,43 km². W 2020 r. mieszkało w nim 1 324 591 osób, w 580 658 gospodarstwach domowych  (w 2010 r. 1 222 910 osób, w 502 975 gospodarstwach domowych). Wielu mieszkańców miasta dojeżdża do pracy do Tokio.

## Historia
Saitama powstała 1 maja 2001 z połączenia trzech miast: Urawy, Ōmiyi i Yono. 1 kwietnia 2003 została miastem oznaczonym rządowym rozporządzeniem. 1 kwietnia 2005 połączyła się z miastem Iwatsuki. Iwatsuki leży na północnym wschodzie Saitamy i teraz jest jedną z jej 10 dzielnic.

## Atrakcje dla turystów
W mieście znajdują się muzea: Prefekturalne Muzeum Historii i Folkloru, Muzeum Kolejnictwa, Muzeum Sztuki Bonsai (także ogród i szkółki).

## Gospodarka
W mieście rozwinął się przemysł środków transportu, metalowy, maszynowy, elektroniczny, włókienniczy oraz spożywczy.

## Dzielnice miasta
Saitama podzielona jest na 10 dzielnic:
- Chūō
- Iwatsuki
- Kita
- Midori
- Minami
- Minuma
- Nishi
- Ōmiya
- Sakura
- Urawa

| Nazwa        | Nazwa       | Nazwa  | Powierzchnia (km²) | Ludność   | Kod jednostki | Mapa |
| Polska nazwa | Rōmaji      | Kanji  | Powierzchnia (km²) | Ludność   | Kod jednostki | Mapa |
| ------------ | ----------- | ------ | ------------------ | --------- | ------------- | ---- |
| Chūō         | Chūō-ku     | 中央区 | 8,39               | 103 321   | 10105         |      |
| Iwatsuki     | Iwatsuki-ku | 岩槻区 | 49,17              | 111 872   | 11110         |      |
| Kita         | Kita-ku     | 北区   | 16,86              | 149 303   | 11102         |      |
| Midori       | Midori-ku   | 緑区   | 26,44              | 128 399   | 11109         |      |
| Minami       | Minami-ku   | 南区   | 13,82              | 191 635   | 11108         |      |
| Minuma       | Minuma-ku   | 見沼区 | 30,69              | 165 105   | 11104         |      |
| Nishi        | Nishi-ku    | 西区   | 29,12              | 93 512    | 11101         |      |
| Ōmiya        | Ōmiya-ku    | 大宮区 | 12,80              | 117 875   | 11103         |      |
| Sakura       | Sakura-ku   | 桜区   | 18,64              | 98 718    | 11106         |      |
| Urawa        | Urawa-ku    | 浦和区 | 11,51              | 164 851   | 11107         |      |
| Saitama      | Saitama-shi | 仙台市 | 217,43             | 1 324 591 | 11100         |      |

## Miasta partnerskie
- Meksyk: Toluca
- Chińska Republika Ludowa: Zhengzhou
- Nowa Zelandia: Hamilton
- Stany Zjednoczone: Richmond, Pittsburgh
- Kanada: Nanaimo